# Thomas Donaubauer
Thomas Donaubauer (* 24. Februar 1966) ist ein ehemaliger deutscher Nordischer Kombinierer.
Donaubauer nahm an den Nordischen Junioren-Skiweltmeisterschaften 1986 im US-amerikanischen Lake Placid teil. Dort gewann er am 17. Februar 1986 gemeinsam mit Roland Schmidt und Udo Laber die Bronzemedaille im Teamwettbewerb. Am 13. März 1987 gewann er in einem Gundersen-Wettkampf von der Normalschanze mit einer sich daran anschließenden Langlaufdistanz über 15 Kilometer, der im sowjetischen Leningrad stattfand, seine erste und einzige Platzierung in den Punkterängen im Weltcup der Nordischen Kombination. Im B-Weltcup der Nordischen Kombination konnte er zwei Podiumsplatzierungen erzielen: Sowohl am 16. Dezember 1990 in Planica als auch am 3. März 1991 belegte er jeweils in einem Einzelwettbewerb den zweiten Rang. Am Saisonende stand auch in der Gesamtwertung der zweite Platz zu Buche, was Donaubauers bestes Resultat in dieser Wettbewerbsserie darstellt.
| Saison  | Platz | Punkte |
| ------- | ----- | ------ |
| 1986/87 | 42.   | 01     |

| Saison  | Platz | Punkte |
| ------- | ----- | ------ |
| 1990/91 | 02.   | 73     |
| 1991/92 | 12.   | 33     |
| 1992/93 | 27.   | 09     |